# Arellaia
L'arellaia era la lavoratrice che si occupava della produzione manuale di arelle.

## Storia
Fino agli anni '60 del '900 e in certe zone anche fino agli anni '70, era diffusa in alcune regioni italiane la figura dell'arellaia, una professionalità tipicamente femminile strettamente legata al territorio.
In zone molto paludose, come ad esempio tra il Veneto e Mantova, in paesi come Villimpenta (MN) e sulle rive del Mincio in paesi come Rivalta sul Mincio (MN) e Rodigo (MN) poiché cresceva una vegetazione specifica, in particolar modo il papiro, la carice palustre e la canna palustre, se ne diffuse anche la lavorazione.
Il materiale, papiro, canna o carice, veniva tagliato quando le canne erano mature, ossia in autunno. Erano prevalentemente gli uomini a tagliarlo e ad ammassarlo sulle barche, da cui poi veniva portato a terra per essere lavorato, una volta asciutto. Le canne e la carice venivano legate in mazzi a seconda della loro lunghezza, e successivamente i mazzi erano trasportati nei magazzini, e da lì nei laboratori, detti generalmente "cameroni" dove le arellaie procedevano a lavorarli.
Con il papiro e la canna si confezionavano arelle più grandi, che si utilizzavano in particolare nell'edilizia, come isolante tra il tetto e il soffitto delle abitazioni; arelle un po' più piccole si utilizzavano come base per appoggiarvi i bachi da seta, che a Villimpenta erano allevati nella prima metà del '900; con la carice invece si confezionava un cordoncino che in seguito era utilizzato per impagliare le sedie o i fiaschi.
Nel papiro e nella canna le canne venivano legate a mano fra loro a due a due con una corda incatramata o con un filo di zinco, invece per quanto riguarda la carice si arrotolavano fra loro le foglie fino a formare il cordoncino.
Il lavoro delle arellaie durava dall'autunno all'estate successiva e prevedeva oltre a una grande fatica fisica, anche l'esposizione costante al freddo in inverno e al calore in estate, perché aveva luogo nei capannoni costruiti in muratura e assi di legno e privi di riscaldamento o di riparo, inoltre l'esposizione costante alle polveri provenienti in particolare dai piumini della canna palustre. 
Nel rivaltese, le donne lavoravano in piedi, appoggiando le arelle a cavalletti di legno; a Villimpenta invece le donne lavoravano a terra, inginocchiate sulle arelle stesse, procedendo in avanti in ginocchio a mano a mano che si costruiva l'arella.